# Bitwa pod Domanicami
Bitwa pod Domanicami – bitwa stoczona 10 kwietnia 1831 roku podczas powstania listopadowego.
Pod Domanicami wojska polskie stoczyły zwycięską bitwę z wojskami rosyjskimi. Dowódcą polskich oddziałów był generał Ludwik Kicki, wspomagany przez pułkownika Michała Mycielskiego i baterię konną Józefa Bema.

## Tło historyczne
Generał Ignacy Prądzyński (11 000 żołnierzy) zamierzał zaatakować stojącego pod Iganiami generała Grigorija Rosena (16 000 żołnierzy). W tym celu postanowił obejść osłonę Rosena pod Kostrzynem, wyjść na tyły Rosjan i zaatakować ich w okolicy Igań. Przewidywano, że w tym momencie do walki włączy się generał Skrzynecki, który uderzy przez Kostrzyń. Operację Prądzyńskiego osłaniali od strony armii Dybicza generałowie Chrzanowski i Skarżyński. Wieczorem 9 kwietnia wojska polskie rozpoczęły marsz spod Latowicza, by podzielić się w Jeruzalu. Prądzyński ruszył na Wodynie.

## Przebieg bitwy
O świcie 10 kwietnia przednia straż wojsk Prądzyńskiego, którą stanowił dowodzony przez generała Kickiego 2 pułk ułanów (4 szwadrony i 2 działa), natknęła się na trzykrotnie liczniejszą brygadę jazdy rosyjskiej dowodzoną przez generała Sieversa (3 pułki huzarów i 10 dział), która stanowiła osłonę wojsk Rosena. Mycielski jedynie z dwoma szwadronami przeprowadził znakomitą szarżę na centrum wojsk rosyjskich. Gdy kilka szwadronów rosyjskich próbowało przeprowadzić kontratak, zostały one skutecznie zatrzymane przez celny ogień polskiej artylerii, a następnie rozbite przez szarżę Mycielskiego.
Atak polski nastąpił tak szybko i niespodziewanie, że kawaleria rosyjska nie zdążyła zmienić szyku odwrotowego na obronny. Znacznie ułatwiło to zadanie Polakom. Rosjanie stracili około 500 żołnierzy (w tym kilkudziesięciu zabitych, 280 jeńców oraz stu kilkudziesięciu rannych) oraz kilkaset koni. Straty polskie były stosunkowo bardzo małe - 2 zabitych i 2 rannych.

## Konsekwencje
Kilka godzin później Prądzyński dogonił główne siły Rosena  - odbyła się bitwa pod Iganiami.